# Емма Андієвська
Е́мма Іванівна Андіє́вська (нар. 19 березня 1931, м. Донецьк) — українська письменниця, поетеса та художниця, важлива представниця модернізму в українській літературі другої половини XX ст.
Створила власний світ поетичних та художніх образів у високоіндивідуальній манері. Філософські, духовні та містичні теми є головними у творчості Андієвської. Письменницю часто пов'язують з Нью-Йоркською групою українських літераторів на еміграції. Поетеса відома тим, що, пишучи у формі класичного сонета, кардинально його реформувала своїм використанням дисонансів та далекосяжних смислових асоціацій між побутовими речами та філософськими поняттями.
Емма Андієвська є авторкою 29-ти поетичних збірок, п'яти книжок короткої прози, трьох романів та понад 9000 картин. Виставки художниці Андієвської відбувалися в США, Канаді, Франції, Німеччині, Австралії, Бразилії, Ізраїлі, Україні та Швейцарії. Поетеса належить Національної спілки письменників України з 1994 року, українського ПЕН-клубу та Професійного об'єднання художників Баварії.
На початку з 1943 року Андієвська емігрувала з України й проживає в Мюнхені та Нью-Йорку.

## Життєпис
Народилася у 1931 році у місті Донецьк (під час радянської окупації Сталіно). Батько письменниці був хіміком-винахідником, мати була агрономом за освітою і пізніше працювала вчителькою біології. Через дуже часті важкі хвороби більшість шкільних предметів Емма Андієвська здавала екстерном. З дитинства мала феноменальну пам'ять. Її хворобливість змусила родину в 1937 році переїхати спочатку до Вишгорода, а згодом — у 1939 році — до Києва. В 9–10 річному віці Андієвська перечитала найвідоміші твори світової літератури.
Початок війни застав родину у Києві. Тоді ж загинув батько — його було безпідставно розстріляно радянською владою.
1943 року матір з дітьми виїхали на Захід. Родина жила в англійській окупаційній зоні Берліна. Живучи у Німеччині, Андієвська відмовилась вчитися у жіночій гімназії, і її, попри правила, прийняли до чоловічої. Окрім того, у неї вкотре загострилися проблеми зі здоров'ям: три роки Емма Андієвська пролежала в гіпсовому ліжку, хвора на туберкульоз хребта, і після цього вісім років ходила в корсеті.
Наприкінці 1949 року, під час блокади Західного Берліна, родина переїхала спочатку до табору переміщених осіб у Міттенвальді, а потім до Мюнхена. Маючи природне оперне контральто і рятуючись від сухот легенів, Емма Андієвська, знаходячись у Берліні, а згодом у Міттенвальдському таборі, брала уроки оперного співу.

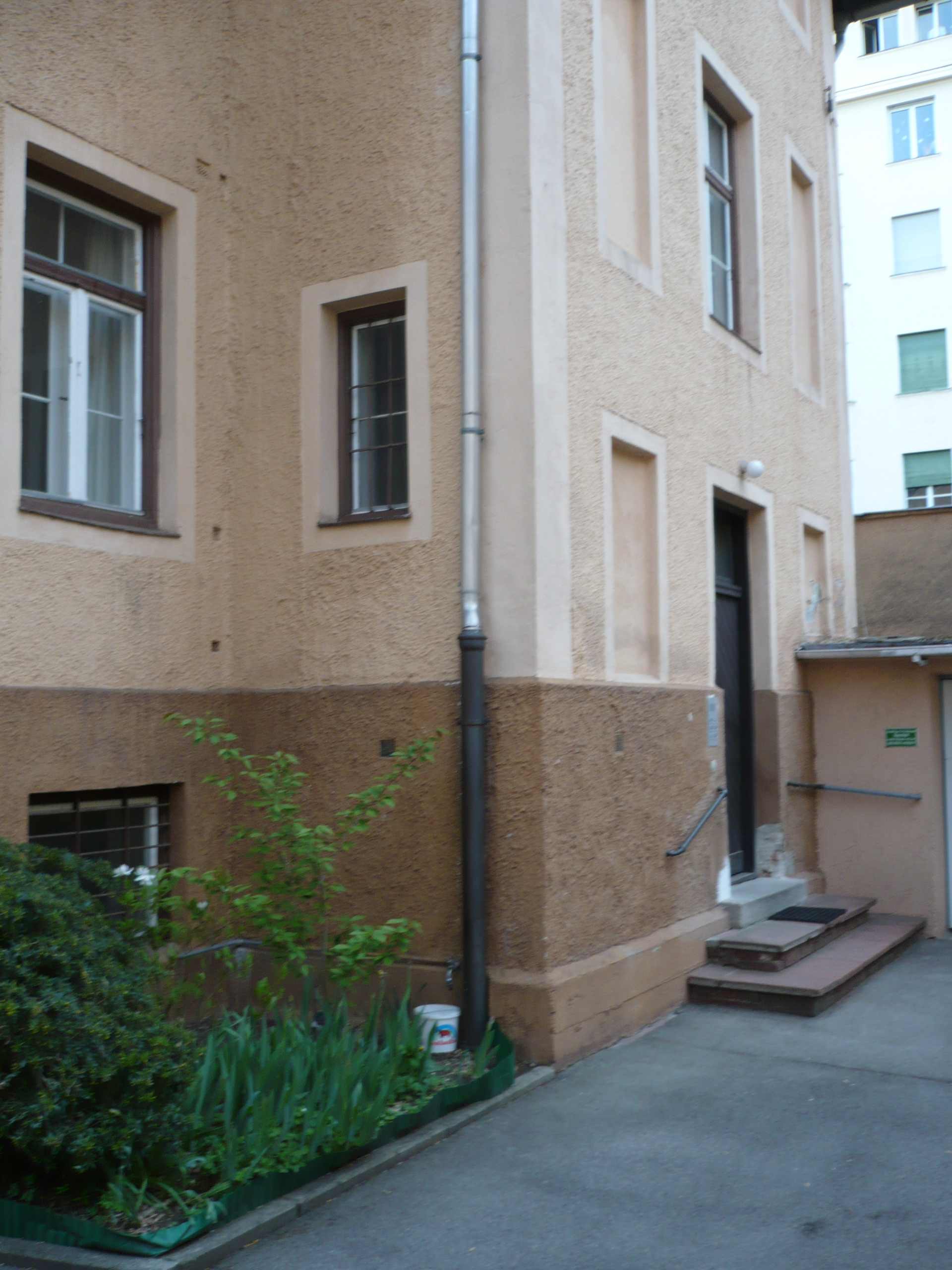
Будинок, де живе Емма Андієвська в Мюнхені

У 1955–1957 роках Андієвська працювала вільнона́йманою на радіо «Свобода» у Мюнхені. У 1957 році мисткиня закінчила Український вільний університет за спеціальностями філософія та філологія, захистивши у Володимира Державина магістерську роботу на тему: «Причинки до засадничих питань з новітньої української метрики». Того ж року письменниця з усією родиною переїхала до Нью-Йорка, де працювала у Norcross Greeting Card Company, перевіряючи дизайн вітальних листівок. У Нью-Йорку Андієвська також працювала бібліотекаркою у медичній бібліотеці разом з Мирославом Лабуньком — майбутнім ректором Українського вільного університету.
1959 року Андієвська одружилася з літературним критиком та письменником Іваном Кошелівцем, з яким прожила до його смерті. Після одруження вони повернулися до Німеччини у Мюнхен. Андієвська щорічно на місяць їздила у США, щоб у 1962 році отримати американське громадянство. Письменниця знала багатьох відомих митців та письменників — вихідців з України. До кола знайомих Андієвської належали скульптори Михайло Черешньовський та Григор Крук, художники Марія Дольницька та Яків Гніздовський, а також поети Михайло Орест, Олег Зуєвський та Василь Барка.
Пропрацювавши на радіо «Свобода» упродовж 1959–1963 років вільнона́йманою працівницею, Емма Андієвська стала штатною працівницею радіо до 1995 року. За цей час вона працювала дикторкою, сценаристкою, режисеркою і редакторкою українського відділення радіо «Свобода».
Працюючи на радіо, Андієвська не мала багато часу на власну творчість. Нині письменниця живе у Мюнхені, де інтенсивно працює над своїми творами, іноді по 18 годин на добу.
1992 року авторка вперше після тривалої перерви відвідала Україну. Після 2000 року Андієвська декілька разів відвідала свою малу батьківщину — Донеччину. Там вона мала виставку картин у Донецькому художньому музеї, презентацію та зустріч із земляками у конференційній залі художнього музею, відвідувала Український культурологічний центр м. Донецька.

## Літературна творчість
Емма Андієвська зростала у російськомовному середовищі, проте ще у дитячому віці усвідомила власну українську ідентичність й прийняла українську мову, яку вперше почула у Вишгороді у шестирічному віці. Відтоді письменниця вирішила писати лише українською, яку вона сприймала як мову пригнічених. Завданням для себе авторка визначила «створити українську державу в слові». Написала також кілька віршів англійською, німецькою та французькою мовами.[джерело?]
Емму Андієвську нерідко пов'язують з угрупуванням українських письменників Нью-Йоркської групи. Проте сама авторка свою належність до цієї групи заперечує, оскільки почала публікуватися раніше, ніж інші члени групи.

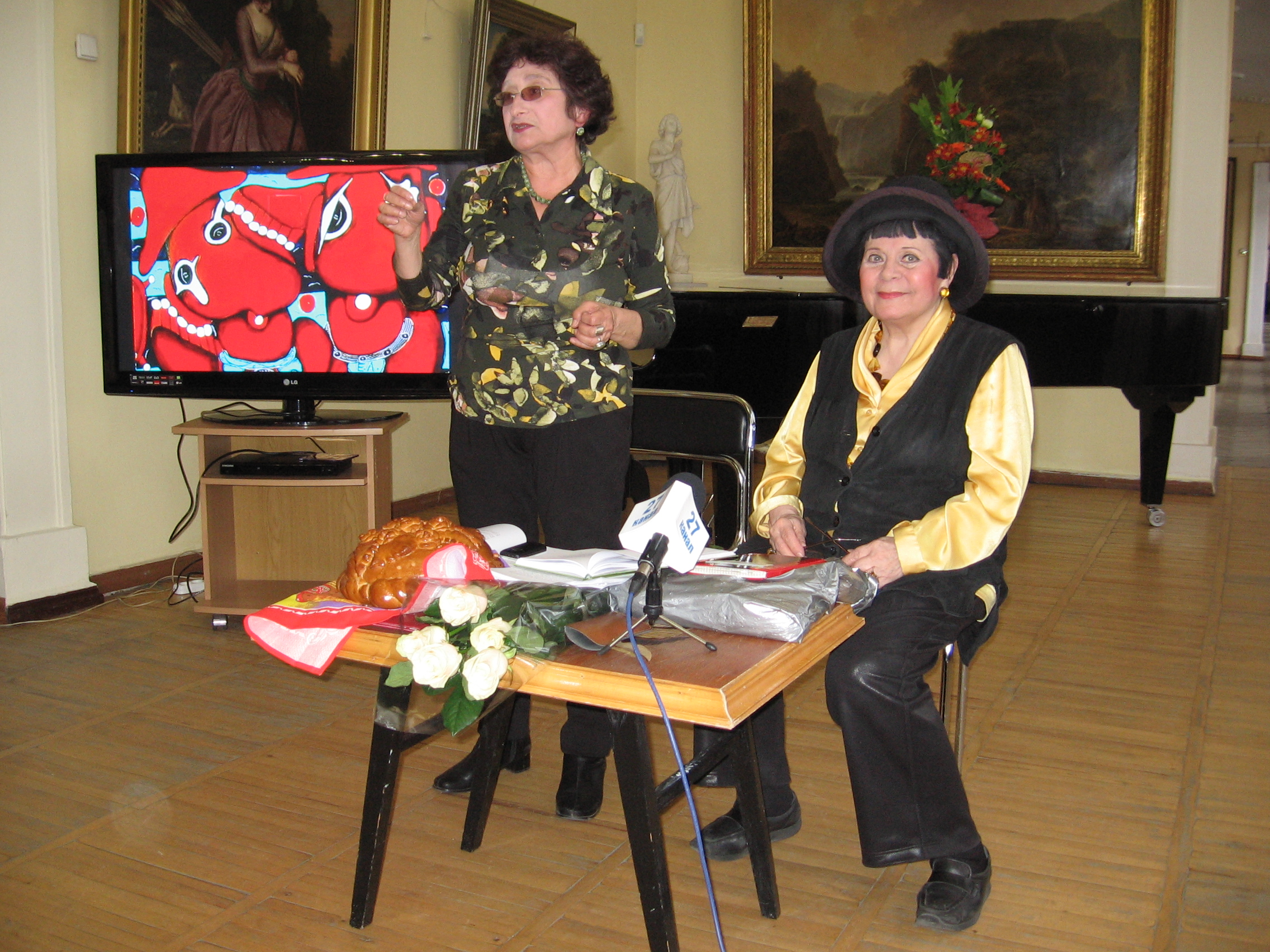
На зустрічі з читачами у Донецьку (2011)

Емма Андієвська читає свої твори в Донецьку (2011)

Письменниця наголошує на великій ролі підсвідомості у своїй творчості. Сприйняття нею світу відбувається через інтуїцію та відчуття без підключення інтелекту. При цьому містичний та духовний аспекти є важливими її складниками. Світогляд Емми Андієвської виявляє деяку близькість до вчень буддизму та містики Карлоса Кастанеди.
Характерними для Андієвської є далекосяжні асоціації та алюзії між щоденними речами та світоглядними поняттями. У цілому сприйняття творчості Андієвської вимагає від читача великої ерудиції та знання інших культур. Складність прочитання творів авторки пов'язана з великою кількістю можливих інтерпретацій творів, які відображають багатогранність буття. Данило Гузар-Струк сформулював деякі поради та підходи до розуміння герметичних творів поета у своїй статті «Як читати поезії Емми Андієвської». Він відзначає три ключі до розуміння поезії Андієвської: перспектива, назва вірша та світ сну.
Характерними для творчості Андієвської є поетика сюрреалізму, ускладненість композиції й тексту в прозі. Деякі дослідники також відзначають ознаки постмодернізму в творах Андієвської. У творах Андієвської нерідко присутній тонкий гумор. Дослідники творчості письменниці також відзначають безпосередність та певну «дитячість» сприйняття та зображення світу у творах авторки, де ніби добре знайомі речі побачено вперше. Зокрема, один із дослідників творчості письменниці, відомий український культуролог, філософ та головний редактор часопису «Ї» Тарас Возняк пише:
|  | Від традиційних текстів твори Андієвської відрізняє щонайперше невідповідність її логіки логіці, до якої ми звикли. Причому це не вибрик, а її органіка. Ламаючи логіку сущого, вона, власне, й пробує з нього вирватись, а прирощені в її поетичному акті нові регіони сущого диктують уже свою, до того «не наявну» логіку (чи алогічність — якщо так комусь подобається більше) |

.

За свій «Роман про людське призначення» авторка отримала літературну премію Фундації Тетяни та Омеляна Антоновичів

У всіх своїх творах письменниця свідомо використовує український Харківський правопис української мови. Своєю творчістю Андієвська також відроджує чимало архаїзмів. В авторки дуже багата лексика, яка поєднує у собі розмовні слова із науковими, часто біологічними, термінами.
Про творчий доробок Емми Андієвської написано низку дослідницьких робіт та дисертацій, але у багатьох аспектах її творчість лишається мало дослідженою. Тим не менш, літературний доробок Андієвської продовжує цікавити українські літературні та наукові кола. Зокрема за ініціативою Марка Роберта Стеха, відомим українським часописом «Кур'єр Кривбасу» 2004 рік був оголошений роком Емми Андієвської. Таким чином усі номери журналу за 2004 рік та три номери за 2005 рік були присвячені аналізу творчості та публікаціям творів авторки. Про творчість авторки писали відомі літературознавці Данило Гусар-Струк, Юрій Шевельов, Іван Фізер, Еммануїл Райс та представники Нью-Йоркської групи Богдан Рубчак, Марія Ревакович та Богдан Бойчук.

### Поезія
Власні поезії Андієвська почала друкувати у діаспорній українській пресі починаючи з 1949 року. Перша поетична збірка «Поезії» (1951 рік) викликала захоплення літературної критики. Відтоді авторка публікувала всі свої твори під іменем Емма Андієвська. Поетична збірка «Вілли над морем» у 2001 році номінувалася на Національну премію України ім. Т. Г. Шевченка.
У багатьох збірках для своєї поезії Андієвська використовує форму видозміненого сонета. Дослідниця її творчості Ольга Шаф називає сонети поетеси «епохальним явищем в історії української та західноєвропейської літератури».

Обкладинка збірки поезій «Фульґурити», оформлена авторкою

Її творам характерна компактність та висока асоціативність. Кожне поняття та слово в поезії Андієвської є цілою групою асоціативних зв'язків і значень. Подібний ефект є і в поезії Стефана Малларме, твори якого авторка відкрила для себе у зрілому віці після публікації двох її поетичних збірок. Поетка часто опускає дієслова і змушує читача заповнювати пропущене на власний розсуд. Робиться це для підвищення смислової насиченості творів. У своїх поетичних творах Андієвська широко використовує навскісні рими та дисонанси, таким чином свідомо підвищуючи емоційну напругу при прочитанні. Рима у неї спирається на приголосні, а не на голосні.
Важливим складником прочитання поезії Андієвської є поняття про культурний «шлейф речей», тобто про історію предметів в культурах різних народів та асоціації з цими предметами. Авторка згадує багато буденних предметів (наприклад хліб, вино, чайник тощо), приписуючи їм глибокий містичний та культурно-історичний зміст і цим ставлячи їх у загальний метафізичний контекст. Одним із часто вживаних мотивів як у поезії, так і художній творчості авторки є «олюднення речей».
У декількох збірках своїх поезій авторка вдалася до стилізації, вигадавши фіктивних поетів. Це грек Арістодімос Ліхнос (збірка «Риба і розмір»), афроамериканець Варубу Бдрумбґу (збірка «Риба і розмір») та перс Халід Хатамі (збірки «Хвилі» та «Шухлядні краєвиди»). Лише в цих вигаданих перекладах є любовна лірика, яка поза тим немає у творчості поета. Важливе значення письменницею надається також і заголовкам творів, які мають скеровувати читача до ідеї твору.
В останніх збірках поетки деякі вірші віднесено до циклів, які проходять через різні книжки. До цих циклів належать: Відозви, Добро і зло, Паралакси, Цирк, Античні ремінісценції, Міста, Тисяча й одна ніч, На античні теми, Тарок, Вілли над морем та Вахлярі.
Усі свої поетичні збірки письменниця видала невеликими тиражами на власні кошти, або накладом авторки, або у видавництвах «Дніпро» і «Всесвіт» власним коштом. Деякі поетичні збірки авторки були проілюстровані Яковом Гніздовським.

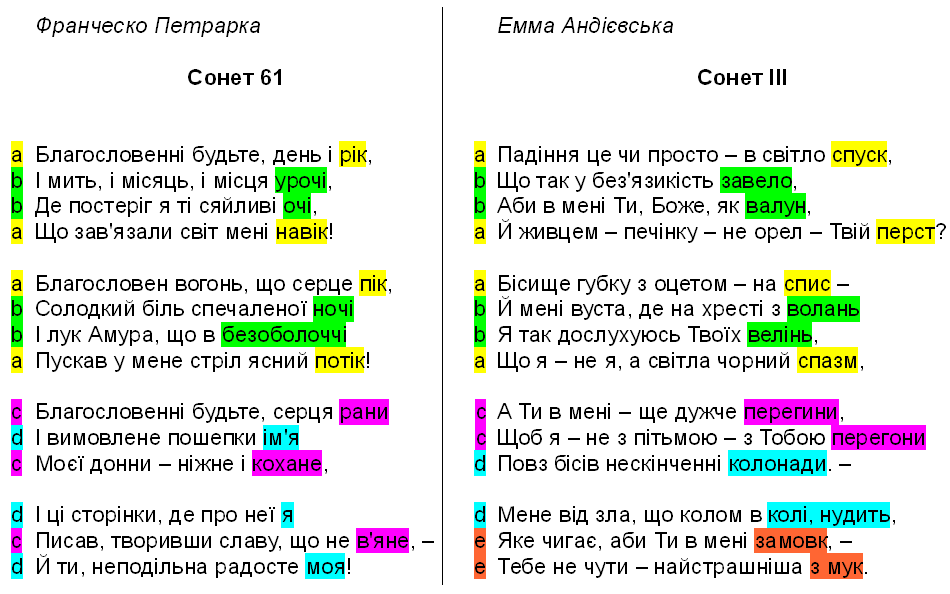
Порівняння структури класичного сонету Франческо Петрарки (переклад Дмитра Павличка) та Емми Андієвської. У своїх сонетах поетеса використовує неточні рими та дисонанси

### Проза
Емма Андієвська є авторкою трьох романів. Перший — філософський роман «Герострати» (1950–1952 рр.) — авторка почала писати у дев'ятнадцятирічному віці, реагуючи на новелу Жана-Поля Сартра «Герострати». Письменниця написала п'ять варіантів роману, опублікувавши лише останній із них у 1970 році.
Другий роман під назвою «Роман про добру людину» був написаний у 1964–1968 рр. Третій — «Роман про людське призначення» — авторка писала протягом десяти років з 1970 по 1980 рр. Унікальними за своєю довжиною і складністю є речення Емми Андієвської. У її романах одне речення може сягати десяти і п'ятнадцяти сторінок. Зараз письменниця працює над своїм новим романом «Лабіринт». Фрагмент цього роману, розпочатого 1981 року, надруковано у канадському часописі «Термінус».
Емма Андієвська є також авторкою короткої прози — збірки оповідань «Подорож» (1955), «Тигри» (1962), «Проблема голови» (2000), збірки «Казки Емми Андієвської» (2000) та твору «Джалапіта» (1962). Деякі з творів письменниці мають відношення до її картин. Наприклад у «Казці про двох пальців» розказується про два невидимі пальці на руці, які творять найбільше. Чимало персонажів картин Андієвської мають понад п'ять пальців на руках.
Загалом у прозі авторка відтворює власну «теорію круглого часу» — у граматично правильному реченні, у підрядних реченнях вона намагається передати інші площини буття. На відміну від звичайного лінійного сприйняття часу, «круглий час» Емми Андієвської відбувається одночасно. І власне її підрядні речення й покликані унаочнити рівночасність нелінійного сприйняття.

### Переклади іноземними мовами
Дещо з короткої прози письменниці було перекладено англійською і французькою мовами. Твір Андієвської «Джалапіта» був перекладений російською та англійською. Сто сонетів були перекладені івритом. Декілька її поезій ввійшли у збірку віршів сучасних українських поетів німецькою та польською мовами. Кілька творів були перекладені на есперанто та португальську мову. «Роман про добру людину» перекладено англійською.

## Малярство

Ебергард Гауф нагороджує італійського кінорежисера Франческо Розі картиною Емми Андієвської «Золотий Христос». Міжнародний баварський кінофестиваль, 30.06.2001.

Як художниця-авангардистка Емма Андієвська створила понад 9 000 картин, хоч ніколи і не отримувала формальної мистецької освіти. Статті про творчість Андієвської представлені в ряді західних та українських мистецтвознавчих енциклопедій. Було випущено десять каталогів з картинами Емми Андієвської різних періодів її творчості.
Ранні роботи виконувала аквареллю, а пізніші — здебільшого акриловими та олійними фарбами. Майстриня використовує передовсім акрил через свою швидку техніку малювання. Специфічним художнім прийомом Андієвської є повторне накладання фарби на полотна — до двадцяти п'яти разів. Таким чином вона створює стереоскопічний ефект рухомих фарб, помітний, коли дивитися на картини під різними кутами зору.
Публічно дебютувала як художниця у 1956 році на виставці у Мюнхені, проведеній на радіо «Свобода» на Обервізенфельді. Наступні виставки відбулися в США, Канаді, Франції, Німеччині, Австралії, Бразилії, Ізраїлі, Італії, Іспанії, Саудівській Аравії та Швейцарії. З 1992 року виставки малярки відбуваються і в Україні. Чимало її творів є експонатами різних музеїв світу та мистецьких колекцій приватних осіб. Зокрема, роботи Емми Андієвської мають Український музей у Нью-Йорку (США), Львівська картинна галерея, Львівський державний музей «Палац культури», Музей етнографії та художнього промислу (Львів), Державний музей літератури (Київ), Галерея «Засів» (Харків), Харківський художній музей, Український Вільний Університет (Мюнхен, Німеччина), Український гуманітарний ліцей при Київському університеті, Університетський музей «Києво-Могилянської академії», Музей Л. Томи (Шварцвальд, Німеччина), Клементінум (Прага, Чехія), Донецький обласний художній музей, Музей Шарлотти Цандер (замок Бенніґгайм, Німеччина), Музей Емми Андієвської при Чернівецькому університеті.

Обкладинка альбому «Мова сну = сеґменти», 1998 р. Цей твір об'єднує абстрактні картини та рядки віршів, які разом виражають реальність сновидіння

Деякі критики називають стиль Андієвської симетричним візіонізмом, хоча сама художниця дистанціює себе від будь-яких стилів мистецтва. Андієвська підкреслює свою індивідуальність, характеризуючи себе як візіонерку і стверджуючи, що її картини бачаться їй намальованими в цілому і їй залишається лише перенести їх на полотно. Процес створення картин вона описує як певний спосіб медитації та наголошує на великій ролі підсвідомості в своїй творчості.
Художній манері Андієвської притаманні елементи, співзвучні з сюрреалізмом, натуралізмом та експресіонізмом. «Андієвську цікавить переважно внутрішній світ людини, складні психологічні колізії, розкриваючи які вона вдається до поетики сюрреалізму» — зазначав Іван Драч щодо творчості мисткині. Як і в її літературній творчості, у картинах присутній тонкий гумор. Це проявляється у візуальних каламбурах, коли відомі форми нагадують собою інші неочікувані речі, тим самим створюючи комічний ефект. У творах Андієвської часто повторюються деякі мотиви, зокрема розп'яття та родина. Одна з улюблених тем Андієвської-художниці — чаювання та трапеза.
Мисткиня наголошує на зв'язку своєї літературної творчості з образотворчою, протягом 20-ти років вона ілюструє власні поетичні збірки. Емма Андієвська також створила ілюстрації до опери «Чарівна флейта» Моцарта, власні зображення карт таро та знаків зодіаку.
Її шанувальники, як правило, веселі, а не депресивні та сумні, а персонажі полотен дивні: здебільшого великі голови і несиметричні тулуби, можуть мати багато перлових нігтів і різну кількість пальців. Але чи не найважливішою їх рисою зажди залишається доброта.
Прикладом поєднання поезії та живопису є альбом Андієвської «Мова сну = сеґменти». Це збірка абстрактних картин з написами-віршами, які асоціативно пов'язані з зображеннями. В альбомі відтворено образи сновидінь. З іншого боку, і поезія Андієвської зазнає впливу візуального мистецтва.
2001 року на Міжнародному баварському кінофестивалі картиною Емми Андієвської «Золотий Христос» був премійований всесвітньо відомий італійський кінорежисер Франческо Розі.

## Теми та мотиви творчості

Обкладинка збірки «Казки Емми Андієвської» оформлена авторкою

Поетична, прозова та художня творчість Емми Андієвської тематично пов'язані. Деякі мотиви повторюються в багатьох творах. У авторки відсутні типові народницькі мотиви патріотизму та життя селянства. Часто героями творів є митці, науковці та винахідники.
Буття. В багатьох творах мисткині постає тема буття. Зокрема, у поезії пропуск дієслів та яскрава образність покликані підкреслити багато фасетів та можливостей сприйняття буття.
Вибір. Емма Андієвська пропонує читачеві філософію вибору. Згідно з Андієвською, кожна людина здатна реалізувати себе, роблячи свідомий вибір у житті. Тема вибору власного шляху у житті представлена в «Романі про людське призначення».
Добро. Тема важливості творення добра людиною без очікування результату розкрита в «Романі про добру людину» та «Романі про людське призначення». Добро, за Андієвською, є шляхом межової самореалізації людини.
Круглий час. Теорія круглого часу Андієвської висловлюється в багатьох творах. Згідно з нею, минуле, сучасне та майбутнє відбуваються одночасно. Таким чином, сам час не є лінійним з одностороннім напрямком протікання, а натомість «круглим» і одночасним.
Україна. У своїх творах Емма Андієвська сприймає Україну не у декларативній, а в метафоричній формі — як українське світобачення представлене власне Еммою Андієвською. Тема України та українського народу знайшла вираження в двох її останніх романах: «Романі про добру людину» та «Романі про людське призначення». Обидва твори мають епічний характер та зображують українців, які опинилися в еміграції у світовому контексті. Дія обох філософських романів з фантастичним сюжетом розвивається в різних кутках світу, де перебували українські емігранти, а також у таборах для переміщених осіб. Романи є жорстко антиімперськими і містять різке засудження утисків українців. Андієвська часто згадує Голодомор та знищення інтелігенції радянською владою.

## Нагороди
- 1984 — лавреатка літературної премії Фундації Тетяни та Омеляна Антоновичів за «Роман про людське призначення».[95]
- 2002 — кавалер ордена «За інтелектуальну відвагу» незалежного культурологічного часопису «Ї».[96]
- 2003 — міжнародна літературна премія «Тріумф».
- 2009 — премія «Глодоський скарб»[97].
- 2011 — «Золота грамота» Донецького Товариства української мови імені Т. Г. Шевченка.
- 2018 — Національна премія України імені Тараса Шевченка[98][99].

## Літературні твори

Обкладинка збірки «Ламані коани» Емми Андієвської (Київ, 2011)

| Поетичні збірки - «Поезії» (Новий Ульм, 1951) - «Народження ідола» (Нью-Йорк, 1958) - «Риба і розмір» (Нью-Йорк, 1961) - «Кути опостінь» (Нью-Йорк, 1963) - «Первні» (Мюнхен, 1964) - «Базар» (Мюнхен, 1967) - «Пісні без тексту» (Мюнхен, 1968) - «Наука про землю» (Мюнхен, 1975) - «Каварня» (Мюнхен, 1983) - «Спокуси святого Антонія» (Мюнхен, 1985) - «Вігілії» (Мюнхен, 1987) - «Архітектурні ансамблі» (1989) - «Знаки. Тарок» (Київ, 1995) - «Межиріччя» (Київ, 1998) - «Сеґменти сну» (Мюнхен, 1998) - «Вілли над морем» (Київ, 2000) - «Атракціони з орбітами й без» (Львів, 2000) - «Хвилі» (Київ, 2002) - «Хід конем» (Київ, 2004) - «Погляд з кручі» (Київ, 2006) - «Півкулі і конуси» (Київ, 2006) - «Рожеві казани» (Київ, 2007) - «Фульґурити» (Київ, 2008) - «Ідилії» (Київ, 2009) - «Міражі» (Київ, 2009) - «Мутанти» (Київ, 2010) - «Ламані коани» (Київ, 2011) - «Міста-валети» (Київ, 2012) - «Бездзиґарний час» (Київ, 2013) - «Шухлядні краєвиди» (Мюнхен, 2015) - «Маратонський біг» (Київ, 2016) - «Щодення: перископи» (Київ, 2017) - «Дутики» (Київ, 2018) - «Фарос» (Київ, 2019) | Коротка проза - «Подорож» (Мюнхен, 1955; Київ 1994) - «Тигри» (Нью-Йорк, 1962) - «Джалапіта» (Нью-Йорк, 1962) - «Казки» (Париж-Львів-Цвікау, 2000) - «Проблема голови» (Львів, 2000) Романи - «Герострати» (Мюнхен, 1971; Ізраїль, 2009) - «Роман про добру людину» (Мюнхен, 1973; Київ 1993) - «Роман про людське призначення» (Мюнхен, 1982; Київ 1992) - «Лабіринт» (не завершений, фрагменти опубліковано в 1988 році) |

## Фільми та телепередачі про Е. Андієвську
- Акваріум в морі (2016, реж. О. Фразе-Фразенко)
- Українка з протесту - Емма Андієвська (проєкт "Ген українців")  (2021, на Ютубі)
- Містерії в монологах. Емма Андієвська (2014, О. Демчук)
- Програма «Очима культури» [Архівовано 4 жовтня 2020 у Wayback Machine.] Марка Стеха присвячена Еммі Андієвській
- Проєкт «Ukraïner». Хто така Емма Андієвська? на YouTube
- Космос Емми Андієвської: «Щоб крізь душі надсадну каламуть Чвалати в світло, де його нема...»: https://www.youtube.com/watch?v=AQ5uLKePJ-g [Архівовано 9 травня 2021 у Wayback Machine.]

## Подальше читання
| Бібліографічні матеріали - Емма Андієвська — лауреат Шевченківської премії-2018: бібліографічний список / КЗ «ЗОУНБ» ЗОР, Відділ наукової інформації та бібліографії ; [уклад. М. Маслова]. — Запоріжжя: [ЗОУНБ], 2018. — 28 с. [Архівовано 17 травня 2018 у Wayback Machine.] - «Буття прочинилося навстіж…» Емма Андієвська: до 80-ліття з дня народження.: біобібліогр. покажч. / уклад. О. Круківська; ред. С. Чачко ; ДЗ «Держ. б-ка України для юнацтва». — К., 2011. — 52 с. [недоступне посилання з липня 2019] - Емма Андієвська: Життя і творчість: біобібліогр. покажч. / уклад. О. В. Кучерява; наук. ред. О. В. Башун; авт. вступ. ст. О. Я. Гросов ; Донец. обл. універс. наук. б-ка ім. Н. К. Крупської. — Донецьк: Сх. вид. дім, 2008. — 79 с. Монографії і книги - Астапенко І. А. Археологія поетичного тексту Емми Андієвської. — Saarbruken: LAP Lambert Academic Publishing, 2017. — 88 с. ISBN 978-620-202-760-1. - Жодані І. М. Емма Андієвська і Віра Вовк: тексти в контексті інтерсеміотики. — К.: ВДК "Університет «Україна», 2007. — 116 с. ISBN 978-966-388-168-3. - Зимомря М. Поліфонізм прози Емми Андієвської. — Дрогобич: Коло, 2004. — 148 с. - Матеуш В. О. Революція Емми Андієвської. — Хмельницький: Цюпак, 2006. — 51 с. ISBN 966-2940-28-6. - Смерек О. С. Романи Емми Андієвської: художньо-філософські шукання, міфологізм, поетика творчості. — Львів: НАН України; Львівське відділення Інституту літератури ім. Т. Г. Шевченка., 2007. — 191c. : іл. ISBN 966-02-4196-8. - Сорока П. Емма Андієвська: Літературний портрет. — Тернопіль: Стар Софт, 1998. — 240 с. : фотогр. ISBN 967-529-081-5. - Шаф О. В. Сонет Емми Андієвської в західноєвропейському контексті. — Дніпропетровськ: Вид. «Овсяніков Ю. С.», 2008. — 171 с. ISBN 978-966-8309-60-1. - Емма Андієвська: Проблеми інтерпретації : зб. наук. ст. Донецьк : НордПрес, 2011. ISBN 978-966-380-483-5. - «Феномен Емми Андієвської»: доповіді Всеукраїнського круглого столу / Упорядник Вадим Василенко; науковий редактор Людмила Тарнашинська. – Київ: Інститут літератури ім. Т. Г. Шевченка НАН України, 2021. – 68 с. Дисертації - Антонюк Т. О. Сюрреалізм як художній напрям в українській поезії XX століття (Е.Андієвська, Б.-І.Антонич, М.Воробйов, О.Зуєвський): Дис… канд. філол. наук: 10.01.01 / Київський національний університет ім. Тараса Шевченка. — К., 2004. - Астапенко І. А. Поетична творчість Емми Андієвської ХХІ століття: метатекст, жанрові моделі, ідіостильові стратегії: Дис… канд. філол. наук: 10.01.01 / Інститут літератури ім. Т. Г. Шевченка НАН України. — К., 2018. - Водолазька С. А. Постмодерністські акценти у творчості Емми Андієвської: Дис… канд. філол. наук: 10.01.01 / Київський національний університет ім. Тараса Шевченка. — К., 2002. - Галицька Р. Р. Релігійно-духовний дискурс жіночої поезії 60-х років ХХ ст. (на матеріалі творів Емми Андієвської, Анни-Марії Голод, Ірини Жиленко, Зореслави Коваль, Ліни Костенко і Марти Мельничук-Оберраух): автореф. дис. канд. філол. наук : 10. 01. 01 / Р. Р. Галицька; Прикарпат. нац. ун-т ім. В. Стефаника. — Івано-Франківськ, 2008. — 24 с. - Жодані І. М. Інтерсеміотичність у творчості письменників Нью-Йоркської групи (Емма Андієвська і Віра Вовк): дис… канд. філол. наук: 10.01.06 / Київський національний університет ім. Тараса Шевченка. Інститут філології. Кафедра теорії літератури та компаративістики. — К., 2007. - Зимомря І. М. Проза Емми Андієвської: психологічний дискурс: Дис… канд. філол. наук: 10.01.01 / Кіровоградський держ. педагогічний університет ім. Володимира Винниченка. — Кіровоград, 2004. - Смерек О. С. Художньо-філософські шукання в романістиці Емми Андієвської: Дис… канд. філол. наук: 10.01.01. — Л., 2004. - Філінюк В. А. Образне слово в системі поетичного тексту Емми Андієвської: Дис… канд. філол. наук: 10.02.01. — К., 2006. - Шаф О. В. Сонет Емми Андієвської в західноєвропейському контексті: Дис… канд. філол. наук: 10.01.01. — Дніпропетровськ, 2007. Розділи книг - Емма Андієвська // Лущій С. І. Романістика української діаспори 1960–1980-х років: проблематика, жанрово-стильові парадигми. Тернопіль: Джура, 2017. С. 144—161. - Елементи дегуманізації в поезії Емми Андієвської // Ревакович М.. Persona non grata. Нариси про Нью-Йоркську групу, модернізм та ідентичність. К: Критика — 2012, С. 87-97. - (Пост)модерністські маски: естетика гри в поезії Емми Андієвської та Богдана Рубчака//Ревакович М.. Persona non grata. Нариси про Нью-Йоркську групу, модернізм та ідентичність. К: Критика — 2012, С. 97-109. - Жінка як текст: Емма Андієвська, Соломія Павличко, Оксана Забужко: фрагменти творчості і контексти / упоряд. Л. Таран. — К. : Факт, 2002. — 208 с. - Оліфіренко В. В. Уроки правди і добра. Джерела літератури рідного краю. Донецьк: Донбас — 1995, 168 с. Збірні антології - Нью-Йоркська група. Антологія поезії, прози та есеїстки/Упор. Ревакович М., Ґабор В. — Львів: Піраміда, 2012. - Поети «Нью-Йоркської групи». Антологія/Упоряд. текстів О. Г. Астаф'єва, А. О. Дністрового; Передм. О. Г. Астаф'єва. — Харків: Веста: Видавництво «Ранок», 2003. — 288 с. ISBN 966-679-869-7. - Координати: антологія сучасної української поезії на Заході, в 2 т. Упр. Рубчак Б., Бойчук Б. Мюнхен: Сучасність, 1969 - Антологія української морської поезії, упоряд. і вступна стаття Анатолія Глущака. — Одеса: Маяк, 2004. ISBN 9665871005. - Фізер І. Емма Андієвська (1931) // Поза традиції: Антологія української модерної поезії в діяспорі. — Київ, Торонто, Едмонтон, Оттава, 1993. — С. 170—172. - Vorwärts, ihr Kampfschildkröten: Gedichte aus der Ukraine. — Heidelberg: Wunderhorn, 2006. ISBN 3-88423-259-2. - Herstories: An Anthology Of New Ukrainian Women Prose Writers/ Ed. Michael M. Naydan — Amsterdam and London: Glagoslav Publishers, 2013. ISBN 9781909156012 - Ukrajina, davaj, Ukrajina! Antologie současných ukrajinských povídek. K vydání připravili: Marko Robert Stech a Lucie Řehoříková. Větrné mlýny 2012. ISBN 978–80–7443–042–8 - Wiersze zawsze są wolne: Poezja ukraińska w przekładach Bohdana Zadury. Wrocław: Biuro Literackie, 2004. ISBN 83-88515-63-2 - O grupo de Nova York. Antologia lírica / [trad. do Ucr., pref. o notas biográficas: Wira Selanski]. — Rio de Janeiro: Velha Lapa, 2008. Роботи в Малу академію наук України - Костенко Олександр Євгенійович. Емма Андієвська: унікальне та неповторне в малярському доробку. — К.: МАН. — 2012. | Інтерв'ю - Т. Лисенко. Океанічний лабіринт або феномен Емми Андієвської // Сучасність. — 2003. — № 11. - Емма Андієвська: «Неправда, що людина не має права вибору. Вона його має повсякчас»: інтерв'ю розмовляла Л. Тарнашинська Електронний ресурс // День. — 1999. — № 17. — Режим доступу: http://day.kyiv.ua/uk/article/osobistist/emma-andiievska-nepravda-shcho-lyudina-ne-maie-prava-viboru-vona-yogo-maie [Архівовано 11 жовтня 2016 у Wayback Machine.] - Дати країні справжнє (інтерв'ю Емми Андієвської) // «Український тиждень», № 16 (129), 23.04.2010 [Архівовано 13 грудня 2011 у Wayback Machine.] - Дмитриченко Н. Емма Андієвська: Я звикла жити у пустелі. Як у поганому шукати позитив, чому в сучасній літературі забагато тельбухів і про самотність у мюнхенській квартирі — у розмові із неординарною жінкою. [Архівовано 4 лютого 2016 у Wayback Machine.] // «Україна Молода» за 23 квітня 2010 р., с. 20-21. - Lysenko T. Emma Andijewska, Ukrainian artist from Munich // Welcome to Ukraine. — 2003. — № 2. [Архівовано 3 грудня 2012 у WebCite] Статті - Постаті. Нариси про видатних людей Донбасу. — Донецьк: Східний видавничий дім, 2011. — 216 с. - Біла А. Сюрреалізм як серійність (на матеріалі творчості Е.Андієвської) // «Дикое поле. Донецкий проект». — 2004. — № 6 [Архівовано 5 березня 2016 у Wayback Machine.] - Бойчук Б. Фантасмагоричний портрет Емми Андієвської // Слово і час. — 2000. — № 1. — С. 87-89. - Бойчук Б., Рубчак Б. Т. Емма Андієвська // Кур'єр Кривбасу. — Травень 2004. — № 174. - Водолазька С. А. Антологія трансцедентної самотності Емми Андієвської // Слово і час. — 2004. — № 1. — С. 49-53. - Возняк Т. «Небуття хамелеон» в поезії Емми Андієвської // Сучасність. — 1992. — № 5. — С. 144—147. - Державин В. Поезія Емми Андієвської // Кур'єр Кривбасу. — 2004. — № 170. — С. 96-107. - Драч І. Ф. Андієвська Емма // Українська літературна енциклопедія : В 5 т. / редкол.: І. О. Дзеверін (відповід. ред.) та ін. — К. : Голов. ред. УРЕ ім. М. П. Бажана, 1988. — Т. 1 : А—Г. — С. 62. - Зборовська Н. Прозові рефлексії над мисленням // Кур'єр Кривбасу. — 2004. — № 178. — С. 117—124. - Зборовська Н. Про романи Емми Андієвської // Кур'єр Кривбасу. — 2004. — № 176. — С. 143—148. - Коптілов В. В., Астаф'єв О. Г. Андієвська Емма // Енциклопедія сучасної України / ред. кол.: І. М. Дзюба [та ін.] ; НАН України, НТШ, Коорд. бюро Енцикл. Сучас. України НАН України. — К. : Поліграфкнига, 2001. — Т. 1 : А. — 823 с. — ISBN 966-02-2075-8. — С. 473. - Лавріненко Ю. Дві течії в поезії Емми Андієвської // Кур'єр Кривбасу. — 2004. — № 173. — С. 113—116. - Ледер К. Емма Андієвська — письменниця і малярка // Всесвіт. — 1995. — № 10-11. — С. 145—147. - Лисенко Т. Мікро- і макросвіти у творчості Емми Андієвської // Слово і час. — 2004. — № 1. — С. 45-49. - Лисенко Т. Океанічний лабіринт, або феномен Емми Андієвської // Сучасність. — 2003. — № 11. — С. 142—147. - Нікула М. Мова в поезії Нью-Йоркської групи // Слово і час. — 1995. — № 2. — С. 42-48. - Осадчук П. Поезія перестворює світ // Андієвська Е. Твори: У 12 т. — Мюнхен-Хмельницький, 2004. — Т. 1. — С. ІІІ-ХІІІ. - Письменники України : довідник / упоряд. Д. Г. Давидюк, Л. Г. Кореневич, В. П. Павловська. — Дніпропетровськ : ВПОП «Дніпро», 1996. — 397 с. — ISBN 5-7707-9062-8. — С. 358. - Письменники української діаспори: Донбаський вимір / [упоряд. В. А. Просалова]. — Донецьк: Східний видавничий дім, 2010. — 336 с. - Ревакович М. Еротика в поезії Нью-Йоркської групи: декілька семіотичних і рецептивних міркувань // Слово і час. — 2000. — № 2. — С. 28-32. - Слабошпицький М. Провидіння не любить ледачих (Емма Андієвська) // Не загублена українська людина (55 портретів з української діаспори). — К.: Ярославів Вал, 2004. — С. 342—354. - Стех М. Пошуки істини крізь інтелектуальну візію всесвіту: Дещо про поезії Емми Андієвської // Сучасність. — 1989. — № 2. — С. 27-41. - Струк Д. Г. Як читати поезії Емми Андієвської // Сучасність, 1981, № 12 (Грудень): 8-15. - Фізер І. Нагорода ФОТА Еммі Андієвській // Кур'єр Кривбасу. — 2004. — № 178. — С. 178—182. - Хто така Емма Андієвська?. Ukraїner. 7 березня 2021. Архів оригіналу за 21 березня 2021. Процитовано 28 березня 2021. - Чумак Г. Повернення Емми Андієвської // Схід, № 2 (74) березень-квітень 2006. С. 3-4. Іншомовні джерела - Oberti A. Emma Andijewska // Arte Italiana per il Mondo. — Centro librario italiano s.a.s. di Carbone-Castorina & C — 1996. — Vol. 15 — P. 10150-10151. - Axel Alexander Ziese. Meister Bildender Künste. Band 4. S. 251—258. - Danylo Husar Struk. A Novel about Human Destiny, or the Andiievska Chronicle. Journal of Ukrainian Studies 18 # 1-2 (Summer-Winter 1993). P. 151—160. - Danylo Husar Struk. Andiievska's Concept of Round Time. Canadian Slavonic Papers 27, no. 1 (March 1985): 65-73. - Maria G. Rewakowicz. (Post)Modernist Masks: The Aesthetics of Play in the Poetry of Emma Andiievska and Bohdan Rubchak. Journal of Ukrainian Studies 27 # 1-2 (Summer-Winter 2002). P. 183—195. |

## Інтернет-ресурси
- Homepage of Emma Andijewska
- Lysenko T. Emma Andijewska, Ukrainian artist from Munich // Welcome to Ukraine. — 2003. — № 2.
- Zurowsky, J. Emma Andiievska: Villy nad morem. World Literature Today. Tuesday, January 1 2002
- Zurowsky, J. Kazky. (Ukrainian). World Literature Today. Friday, June 22 2001
- Ika Koznarska Casanova, UFU honors poet, writer and artist Emma Andiievska on her 70th anniversary [Архівовано 3 березня 2016 у Wayback Machine.]